# 金子司
金子 司（かねこ つかさ、1969年 - ）は、日本のSF・ファンタジー翻訳家。1992年、明治大学商学部商学科卒業。

## 訳書
- 『ロズウェル/星の恋人たち』全10巻（メリンダ・メッツ、早川書房、ハヤカワ文庫SF） 2001 - 2002

1. アウトサイダー
2. 危険な仲間
3. 探索者
4. 監視
5. 侵入者
6. 密航者
7. 失踪
8. 反逆者
9. 闇からの敵
10. 帰還

- 『錬金術師の魔砲』上・下（J・グレゴリイ・キイズ、早川書房、ハヤカワ文庫FT） 2002
- 『エルダ混沌の〈市〉』上・下（ジュード・フィッシャー、早川書房、ハヤカワ文庫FT） 2005
- 『アークエンジェル・プロトコル』（ライダ・モアハウス、早川書房、ハヤカワ文庫SF） 2006
- 『勇猛なるジャレグ』（スティーヴン・ブルースト、早川書房、ハヤカワ文庫FT） 2006
- 『虐げられしテクラ』（スティーヴン・ブルースト、早川書房、ハヤカワ文庫FT） 2006
- 『策謀のイェンディ』（スティーヴン・ブルースト、早川書房、ハヤカワ文庫FT） 2006
- 『擬態 : カムフラージュ』（ジョー・ホールドマン、早川書房、海外SFノヴェルズ） 2007
- 『トランスフォーマー : ゴースト・オブ・イエスタデイ』（アラン・ディーン・フォスター、早川書房、ハヤカワ文庫SF） 2007
- 『超人類カウル』（ニール・アッシャー、早川書房、ハヤカワ文庫SF）2007
- 『失われた都』上・下（ケン・スコールズ、早川書房、ハヤカワ文庫FT、イサークの図書館) 2011
- 『いばらの秘剣 1 (竜の玉座)』（タッド・ウィリアムズ、早川書房、ハヤカワ文庫FT） 2012
- 『いばらの秘剣 2 (妖精の森)』（タッド・ウィリアムズ、早川書房、ハヤカワ文庫FT） 2012
- 『いばらの秘剣 3 (雪山の探索)』（タッド・ウィリアムズ、早川書房、ハヤカワ文庫FT） 2012
- 『無伴奏ソナタ』（オースン・スコット・カード、金子浩, 金子司,山田和子訳 早川書房、ハヤカワ文庫SF）2014

### ナンシー・クレス
- 『プロバビリティ・サン』（ナンシー・クレス、早川書房、ハヤカワ文庫SF） 2008
- 『プロバビリティ・ムーン』（ナンシー・クレス、早川書房、ハヤカワ文庫SF） 2008
- 『ベガーズ・イン・スペイン』（ナンシー・クレス、共訳、早川書房、ハヤカワ文庫SF） 2009
- 『プロバビリティ・スペース』（ナンシー・クレス、早川書房、ハヤカワ文庫SF） 2009

### ブランドン・サンダースン
- 『ミストボーン : 霧の落とし子 1 (灰色の帝国)』（ブランドン・サンダースン、早川書房、ハヤカワ文庫FT） 2009
- 『ミストボーン : 霧の落とし子 2 (赤き血の太陽)』（ブランドン・サンダースン、早川書房、ハヤカワ文庫FT） 2009
- 『ミストボーン : 霧の落とし子 3 (白き海の踊り手) 』（ブランドン・サンダースン、早川書房、ハヤカワ文庫FT） 2009
- 『ミストクローク : 霧の羽衣 1 (新たな救い手)』（ブランドン・サンダースン、早川書房、ハヤカワ文庫FT） 2010
- 『ミストクローク : 霧の羽衣 2 (古からの声)』（ブランドン・サンダースン、早川書房、ハヤカワ文庫FT） 2010
- 『ミストスピリット : 霧のうつし身 1 (遺されし力)』（ブランドン・サンダースン、早川書房、ハヤカワ文庫FT） 2010
- 『ミストスピリット : 霧のうつし身 2 (試されし王)』（ブランドン・サンダースン、早川書房、ハヤカワ文庫FT） 2010
- 『ミストスピリット : 霧のうつし身 3 (秘められし言葉)』（ブランドン・サンダースン、早川書房、ハヤカワ文庫FT） 2010

### ベン・アーロノヴィッチ
- 『女王陛下の魔術師』（ベン・アーロノヴィッチ、早川書房、ハヤカワ文庫FT、ロンドン警視庁特殊犯罪課1） 2013
- 『顔のない魔術師』（ベン・アーロノヴィッチ、早川書房、ハヤカワ文庫FT、ロンドン警視庁特殊犯罪課2） 2013
- 『地下迷宮の魔術師』（ベン・アーロノヴィッチ、早川書房、ハヤカワ文庫FT、ロンドン警視庁特殊犯罪課3）2013
- 『空中庭園の魔術師』（ベン・アーロノヴィッチ、早川書房、ハヤカワ文庫FT、ロンドン警視庁特殊犯罪課4） 2014